# Municipio de Washington (condado de Lawrence, Pensilvania)
El municipio de Wayne (en inglés: Wayne Township) es un municipio ubicado en el condado de Lawrence en el estado estadounidense de Pensilvania. En el año 2000 tenía una población de 714 habitantes y una densidad poblacional de 17 personas por km².

## Geografía
El municipio de Wayne se encuentra ubicado en las coordenadas 41°05′00″N 80°13′59″O / 41.08333, -80.23306.

## Demografía
Según la Oficina del Censo en 2000 los ingresos medios por hogar en la localidad eran de $38,365 y los ingresos medios por familia eran de $41,705. Los hombres tenían unos ingresos medios de $35,167 frente a los $21,429 para las mujeres. La renta per cápita de la localidad era de $16,270. Alrededor del 9,7% de la población estaba por debajo del umbral de pobreza.